# Istituto professionale in Italia
L'istituto professionale in Italia è una scuola secondaria di secondo grado di competenza statale, di durata quinquennale, articolata in 11 indirizzi distribuiti in due Settori - Servizi e Industria e Artigianato - correlati con i percorsi di IeFP (Istruzione e Formazione Professionale) di competenza regionale, al fine di favorire eventuali passaggi, e con i codici ATECO. A conclusione del quinquennio lo studente consegue il diploma di Stato corrispondente al IV livello EQF, che consente l'accesso a percorsi di istruzione terziaria degli ITS (Istituti Tecnici Superiori), università o AFAM, accesso non possibile per chi è in possesso di diplomi quadriennali di IeFP, di competenza regionale.
L'istituto professionale si distingue dalle altre scuole secondarie di secondo grado per l’offerta formativa attenta sia agli studenti - prevedendo percorsi personalizzati di 264 ore nel primo biennio - sia ai settori produttivi di riferimento, con una formazione di indirizzo rafforzata da una solida preparazione culturale e arricchita da almeno 210 ore di esperienze di apprendimento esterne (PCTO), attuate a partire dalla classe seconda. Anche per gli istituti professionali è possibile l'attivazione dell'apprendistato per l'acquisizione di un diploma (o «di primo livello»).

## Ordinamento attuale
La revisione dei percorsi dell'istruzione professionale, collegata alla soluzione del contenzioso aperto con il riordino del 2010, viene prevista dalla legge 107/2015 «in raccordo con quelli dell'istruzione e formazione professionale» di competenza regionale, «attraverso la ridefinizione degli indirizzi e il potenziamento delle attività didattiche laboratoriali». Le indicazioni per l'attuazione sono contenute nel D.Lgs 61/2017.

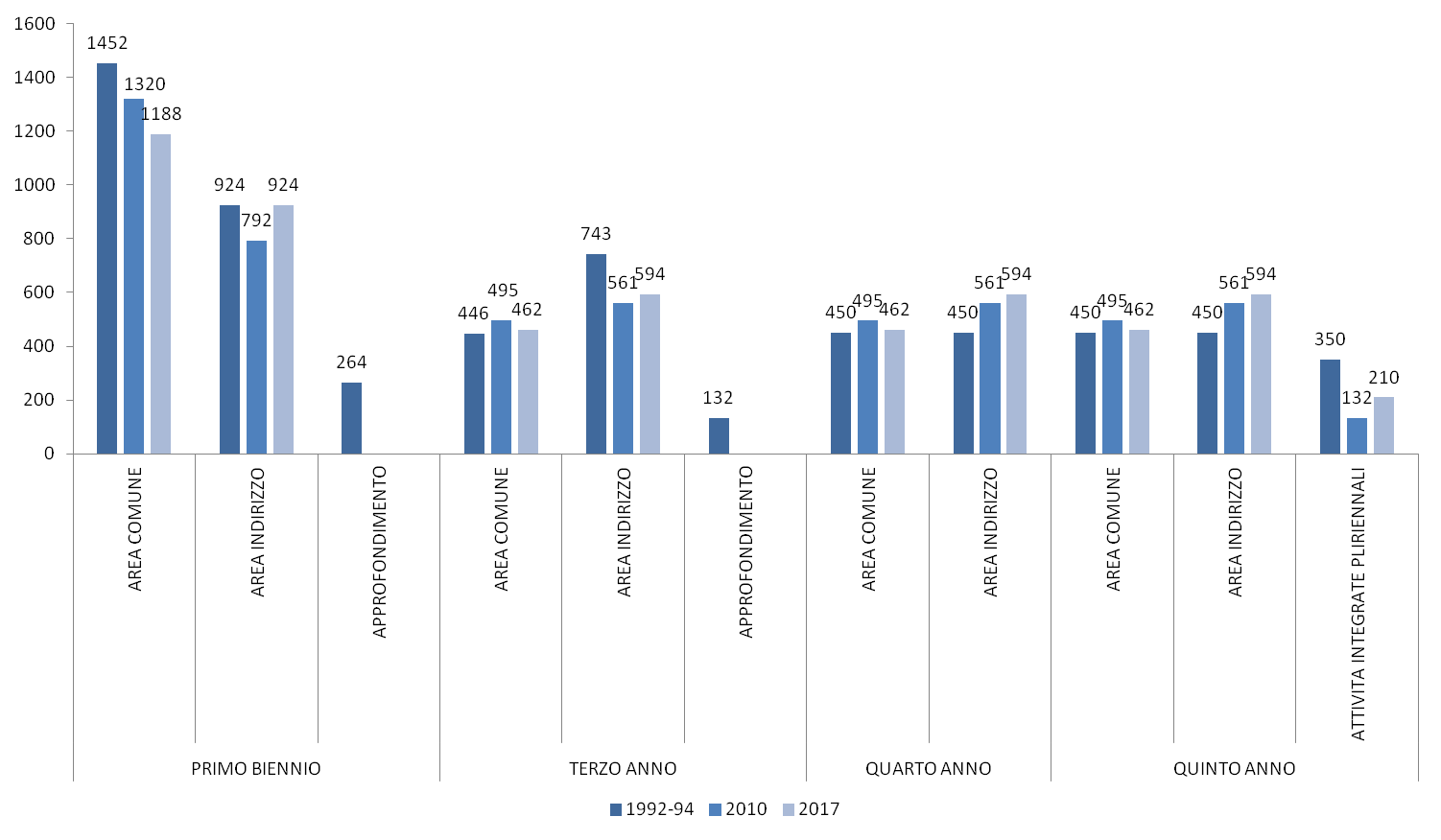
Evoluzione del quadro orario degli istituti professionali in Italia, dal 1992 al 2017.

Attualmente sono attivi i seguenti indirizzi:
1. Agricoltura, sviluppo rurale, valorizzazione dei prodotti del territorio e gestione delle risorse forestali e montane;
2. Pesca commerciale e produzioni ittiche;
3. Industria e artigianato per il Made in Italy;
4. Manutenzione e assistenza tecnica;
5. Gestione delle acque e risanamento ambientale;
6. Servizi commerciali;
7. Enogastronomia e ospitalità alberghiera;
8. Servizi culturali e dello spettacolo;
9. Servizi per la sanità e l'assistenza sociale IP 19 (ex servizi socio sanitari IP 02);
10. Arti ausiliarie delle professioni sanitarie: odontotecnico;
11. Arti ausiliarie delle professioni sanitarie: ottico.

### Funzionamento

#### Gli istituti professionali dopo la revisione del 2017
Nella revisione dei professionali vengono confermate le precedenti 1 056 ore annue e si mantengono le diverse proporzioni delle aree tra il primo biennio e i successivi tre anni, ma con un aumento delle ore di co-presenza di ITP nell'area di indirizzo.
Cambia, tuttavia, l'impalcatura generale dei percorsi, che si distingue nettamente da quella della scuola tradizionale e appare rispondente alle linee tracciate dai documenti europei per il miglioramento della qualità dell'istruzione.

#### Superamento dei confini tra le discipline attraverso gli "assi culturali"
Un'evidenza del cambiamento della didattica disegnato nella revisione emerge dallo stesso quadro orario, che mostra il superamento dei confini delle discipline attraverso l'organizzazione del curricolo in «assi culturali», ambiti più ampi delle discipline, all'interno dei quali diventa più agevole sviluppare le competenze previste, sia generali che specifiche. La realizzazione dell'attività didattica esige necessariamente un ampio utilizzo della flessibilità organizzativa, di cui le scuole possono disporre in virtù della propria autonomia. La flessibilità didattica e organizzativa è richiesta anche per l'area di personalizzazione del biennio, di 264 ore integrate nel percorso, non aggiuntive, mirata a ritagliare l'offerta formativa sulla base delle caratteristiche di ciascuno studente.
| AREA GENERALE COMUNE A TUTTI GLI INDIRIZZI                        | AREA GENERALE COMUNE A TUTTI GLI INDIRIZZI                                             | AREA GENERALE COMUNE A TUTTI GLI INDIRIZZI | AREA GENERALE COMUNE A TUTTI GLI INDIRIZZI | AREA GENERALE COMUNE A TUTTI GLI INDIRIZZI | AREA GENERALE COMUNE A TUTTI GLI INDIRIZZI |
| ASSI CULTURALI                                                    | Discipline di riferimento                                                              | Ore Biennio                                | Ore III anno                               | Ore IV anno                                | Ore V anno                                 |
| ----------------------------------------------------------------- | -------------------------------------------------------------------------------------- | ------------------------------------------ | ------------------------------------------ | ------------------------------------------ | ------------------------------------------ |
| Asse dei linguaggi                                                | Lingua italiana, Lingua inglese                                                        | 462                                        | 198                                        | 198                                        | 198                                        |
| Asse matematico                                                   | Matematica                                                                             | 264                                        | 99                                         | 99                                         | 99                                         |
| Asse storico-sociale                                              | Storia, Geografia, Diritto ed Economia (biennio); Storia (nel III, IV e V anno)        | 462                                        | 66                                         | 66                                         | 66                                         |
| Scienze motorie                                                   | Scienze motorie                                                                        | 132                                        | 66                                         | 66                                         | 66                                         |
| RC o attività alternative                                         | RC o attività alternative                                                              | 66                                         | 33                                         | 33                                         | 33                                         |
| Totale ore Area generale                                          | Totale ore Area generale                                                               | 1188                                       | 462                                        | 462                                        | 462                                        |
| AREA DI INDIRIZZO                                                 |                                                                                        |                                            |                                            |                                            |                                            |
| Asse scientifico, tecnologico e professionale                     | Scienze integrate, TIC, Discipline di indirizzo, Laboratori professionali di indirizzo | 924                                        |                                            |                                            |                                            |
| Totale ore Area di Indirizzo                                      | Totale ore Area di Indirizzo                                                           | 924                                        | 594                                        | 594                                        | 594                                        |
|                                                                   |                                                                                        |                                            |                                            |                                            |                                            |
| TOTALE PRIMO BIENNIO, SECONDO BIENNIO E V ANNO                    | TOTALE PRIMO BIENNIO, SECONDO BIENNIO E V ANNO                                         | 2112 [1056 annue]                          | 1056                                       | 1056                                       | 1056                                       |
| Attività integrate - personalizzazione degli apprendimenti / PCTO | Attività integrate - personalizzazione degli apprendimenti / PCTO                      | 264 ore                                    | 210                                        | 210                                        | 210                                        |

#### Aggiornamento periodico degli indirizzi
In continuità con le precedenti norme, al fine di prevenire il rischio dell'obsolescenza degli indirizzi, è previsto il periodico aggiornamento degli indirizzi da parte della «Rete nazionale delle scuole professionali», di cui fanno parte istituti professionali - molti dei quali già costituiti in rete per indirizzo - ed enti di formazione accreditati per l'IeFP. Tale rete mantiene un rapporto costante con il mondo del lavoro e con le istituzioni di riferimento (regioni e uffici scolastici regionali), diffonde innovazione e buone pratiche relative ad alternanza «rafforzata», PCTO, percorsi di apprendistato.

#### Risultati di apprendimento in termini di competenze
La revisione dell'ordinamento riprende, estendendoli all'intero quinquennio, gli "assi culturali" previsti nel 2007 per il primo biennio di tutti gli indirizzi del secondo ciclo, compresa la IeFP, per l'assolvimento dell'obbligo di istruzione, con esplicito riferimento alle competenze chiave della Raccomandazione europea del 2006. L'asse "scientifico tecnologico" viene collegato all'area della professionalità e inserito nell'area di indirizzo.
Su queste basi e in considerazione dell'approvazione del repertorio nazionale delle qualifiche degli IeFP, vengono favoriti i passaggi tra i due sistemi formativi e regolamentati da un Accordo definito in Conferenza Stato-Regioni. Per il riconoscimento di crediti formativi, coerentemente con le indicazioni europee sulla trasparenza degli apprendimenti, è stato definito il modello di certificazione degli apprendimenti, che la scuola consegna, su richiesta, allo studente per ogni anno di frequenza e a conclusione del quarto anno.
Come avvenuto nel riordino del 2010, nel profilo in uscita dal quinquennio sono definite, insieme con le competenze di ciascun indirizzo, le competenze comuni a tutti gli indirizzi, riferite all'area generale. Queste sono articolate in conoscenze e abilità, in coerenza con le indicazioni europee, 
| Competenze di riferimento dell'Area generale - tutti gli indirizzi |
| --- |
| - Competenza 1 - Agire in riferimento ad un sistema di valori, coerenti con i principi della Costituzione, in base ai quali essere in grado di valutare fatti e orientare i propri comportamenti personali, sociali e professionali. - Competenza 2 - Utilizzare il patrimonio lessicale ed espressivo della lingua Italiana secondo le esigenze comunicative vari contesti: sociali, colturali, scientifici ed economici, tecnologici e professionali. - Competenza n. 3 - Riconoscere gli aspetti geografici, ecologici, territoriali dell’ambiente naturale e antropico, le connessioni con le strutture demografiche, economiche, sociali, culturali e le trasformazioni intervenute nel corso del tempo. - Competenza n. 4 - Stabilire collegamenti tra le tradizioni culturali locali, nazionali ed internazionali, sia in una prospettiva interculturale sia a fine della mobilità di studio e di lavoro. - Competenza n. 5 - Utilizzare i linguaggi settoriali delle lingue straniere previste dai percorsi di studio per interagire in diversi ambiti e contesti di studio e lavoro. - Competenza n. 6 – Riconoscere il valore e le potenzialità dei beni artistici ed ambientali. - Competenza n. 7 - Individuare ed utilizza le moderne forme di comunicazione visiva e multimediale anche con riferimento alle strategie espressive e agli strumenti tecnici della comunicazione in rete. - Competenza n. 8 - Utilizza le reti e gli strumenti informatici nelle attività di studio, ricerca e approfondimento. - Competenza n. 9 - Riconoscere i principali aspetti comunicativi, culturali e relazionali dell’espressività corporea ed esercitare in modo efficace la pratica sportiva per il benessere individuale e collettivo. - Competenza n. 10 - Comprendere e utilizzare i principali concetti relativi all'economia, all'organizzazione, allo svolgimento dei processi produttivi e dei servizi. - Competenza n. 11 - Padroneggiare l’uso di strumenti tecnologici con particolare attenzione alla sicurezza e alla tutela della salute nei luoghi di lavoro, alla tutela della persona, dell’ambiente e del territorio. - Competenza n.12 - Utilizzare i concetti e i fondamentali strumenti degli assi culturali per comprendere la realtà operativa in campi applicativi |

#### Personalizzazione degli apprendimenti e il percorso personalizzato nel biennio iniziale
Il modello didattico generale degli istituti professionali si fonda sul principio della personalizzazione educativa mirata al potenziamento delle competenze per l’apprendimento permanente, a partire dalle competenze chiave di cittadinanza, con l'attenzione al progetto di vita e di lavoro della studentessa e dello studente, nella prospettiva dell'occupabilità.
Per aiutare le scuole nel disegno delle attività didattiche sono messi a disposizione, insieme con le Linee Guida, alcuni strumenti operativi relativi all'ambito generale e all'area di indirizzo, anche eleborati dalle Reti degli istituti.

##### Gradualità e progressività degli apprendimenti
Nell'articolazione in risultati intermedi delle competenze in uscita dal quinquennio, generali e specifiche, si osserva una progressiva complessità dei risultati di apprendimento, correlata alla classe frequentata e al relativo livello, previsto dal sistema di referenziazione delle qualificazioni al Quadro nazionale delle Qualifiche, a sua volta correlato con il Quadro europeo delle qualifiche (EQF): II livello a conclusione del primo biennio, III livello a conclusione del terzo anno, III-IV livello a conclusione del IV anno, IV livello a conclusione del quinquennio.
Ad esempio, la «Competenza 1 - Agire in riferimento ad un sistema di valori, coerenti con i principi della Costituzione, in base ai quali essere in grado di valutare fatti e orientare i propri comportamenti personali, sociali e professionali» viene così declinata:
| Competenza di riferimento | Biennio | III anno | IV anno | V anno |
| --- | --- | --- | --- | --- |
| 1 - Agire in riferimento ad un sistema di valori, coerenti con i principi della Costituzione, in base ai quali essere in grado di valutare fatti e orientare i propri comportamenti personali, sociali e professionali. | Saper valutare fatti e orientare i propri comportamenti personali in ambito familiare, scolastico e sociale. | Saper valutare fatti e orientare i propri comportamenti in situazioni sociali e professionali soggette a cambiamenti che possono richiedere un adattamento del proprio operato nel rispetto di regole condivise e della normativa specifica di settore. | Saper valutare fatti e orientare i propri comportamenti in situazioni sociali e professionali strutturate che possono richiedere un adattamento del proprio operato nel rispetto di re gole condivise. | Saper valutare fatti e orientare i propri comportamenti personali, sociali e professionali per costruire un progetto di vita orientato allo sviluppo culturale, sociale ed economico di sé e della propria comunità. |

I risultati di apprendimento intermedi, per livello QNQ/EQF, sono declinati in conoscenze e abilità, correlati con gli assi culturali e ad eventuali competenze dell'area generale. Ad esempio, la competenza in uscita n. 1 dell'indirizzo «Servizi per la Sanità e l’Assistenza Sociale» Collaborare nella gestione di progetti e attività dei servizi sociali, socio-sanitari e socio-educativi, rivolti a bambini e adolescenti, persone con disabilità, anziani, minori a rischio, soggetti con disagio psico-sociale e altri soggetti in situazione di svantaggio, anche attraverso lo sviluppo di reti territoriali formali e informali», con riferimento al primo biennio, viene così descritta:
| Periodo/ annualità | Livelli QNQ/ EQF | Competenze Intermedie | Abilità | Conoscenze | Assi culturali coinvolti                                | Eventuali raccordi con le competenze [...] dell’area generale                                      |
| ------------------ | ---------------- | --- | --- | --- | ------------------------------------------------------- | -------------------------------------------------------------------------------------------------- |
| BIENNIO            | II               | Costruire mappe dei servizi sociali, socio-sanitari e socio-educativi disponibili nel territorio e delle principali prestazioni erogate alle diverse tipologie di utenza | Identificare le diverse tipologie di servizi presenti sul territorio. Individuare le opportunità offerte dal territorio per rispondere a bisogni sociali, socio-sanitari e socioeducativi Utilizzare i supporti informatici applicati al lavoro in ambito sociale, socio-sanitario e socio-educativo. | Il Welfare State in Italia. Fonti e documenti per la rilevazione dei servizi territoriali. Tipologia dei servizi sociali, socio-educativi, sociosanitari, sanitari. Tipologia di utenza dei servizi sociali, socio-educativi, sociosanitari e sanitari. Le agenzie di socializzazione nelle reti territoriali. I principi di sussidiarietà nell’organizzazione dei servizi | Scientifico-tecnologico e professionale Storico-sociale | Utilizzare le reti e gli strumenti informatici nelle attività di studio, ricerca e approfondimento |

Queste rappresentazioni degli apprendimenti aiutano i docenti nella progettazione delle Unità di apprendimento (UdA), moduli didattici le cui parti sono correlate e sono quindi significativi per gli studenti, permettendo loro di raggiungere più agevolmente e consapevolmente i risultati attesi: le UdA rappresentano «il necessario riferimento per la valutazione, la certificazione e il riconoscimento dei crediti, soprattutto nel caso di passaggi ad altri percorsi di istruzione e formazione».
La metodologia caratterizzante gli istituti professionali è prevalentemente fondata sul laboratorio, non inteso necessariamente in senso fisico, ma come contesto che stimola lo studente a porsi domande e a trovare risposte, valorizzando l'approccio induttivo e della ricerca, per un apprendimento esperienziale.

##### Il progetto formativo individuale (P.F.I.)
Al fine di favorire il successo formativo degli studenti attraverso interventi di recupero e potenziamento, già con il riordino del 1992 viene prevista, per il triennio, un'area di approfondimento di 132 ore annue, in aggiunta a quelle dell'area generale e di indirizzo. Con la revisione del 2017, con analoghe finalità, si prevede nel biennio un percorso personalizzato di 264 ore complessive (132 ore annue), da avviare nel primo anno con la costruzione di un «progetto formativo individuale» a partire da un «bilancio personale» dello studente nel primo anno di frequenza, con costanti aggiornamenti. Questo percorso rappresenta per lo studente un'ulteriore opportunità per acquisire gli strumenti per orientarsi, rafforzando la consapevolezza della scelta dell’indirizzo di studio frequentato attraverso lo sviluppo di competenze chiave, previste per l'assolvimento dell’obbligo di istruzione: risultati coerenti con quelli individuati per i PCTO, che possono cominciare ad essere intrapresi a partire dalla seconda classe.

##### La valutazione degli apprendimenti
L'impianto didattico dei professionali, caratterizzato dagli assi culturali per lo sviluppo di apprendimenti complessi quali le competenze, richiedendo il concorso di più discipline, implica di conseguenza, nell'ambito degli scrutini intermedi e finali, la collegialità della valutazione da parte del Consiglio di classe, con la documentazione degli esiti inserita nel progetto formativo individuale (P.F.I.) a conclusione del primo anno,
Tuttavia è prevista, nell'ambito degli scrutini intermedi e finali, anche la valutazione limitata alle singole discipline, espressa con voto numerico, rimanendo in vigore le norme relative alla valutazione e all'esame di Stato che indicano le condizioni per il superamento dell'anno scolastico. Negli scrutini, quindi, ciascun docente, «sulla base delle evidenze raccolte, riporta sul proprio registro personale elettronico le proprie valutazioni, sulla base delle quali formula le proposte motivate di voto da sottoporre all’approvazione del consiglio di classe».

## Storia e ordinamenti previgenti
L’istruzione professionale, di competenza statale, inizialmente gestita da più Ministeri, da una fase di frammentazione dovuta anche allo stretto collegamento alle realtà produttive del territorio, verso gli anni sessanta comincia ad assumere una propria identità rispetto all'istruzione tecnica e all'addestramento professionale, avendo l'istruzione professionale «lo scopo di promuovere l'armonico sviluppo della formazione umana e di quella professionale». L'istruzione professionale, su cui è infine affermata la competenza del Ministero della Pubblica istruzione, opera anche in parallelo, laddove esista, con la formazione professionale regionale; sulla definizione del rapporto tra queste due tipologie formative si occupano i progressivi interventi di riordino da parte del Ministero dell’Istruzione nel corso degli anni.
I progressivi interventi di modifica dell'ordine dei professionali - prima di durata biennale, poi triennale e infine quinquennale - hanno mirato a ridurne la frammentazione e definirne l’identità rispetto all’istruzione tecnica, trovando un equilibrio tra la dimensione culturale e la dimensione della professionalità, nella considerazione della necessità della formazione dello studente come cittadino e nella prospettiva della sua occupabilità. Più complessa risulta la relazione con l'IeFP regionale, caratterizzata da un collegamento diretto con il territorio e le sue esigenze; le qualifiche dell'IeFP, anche se non riconosciute a livello nazionale sino al 2010, riguardano indirizzi presenti anche nell'istruzione professionale statale.

### Messa a regime del "Progetto 92" (1992)
Un momento fondamentale è rappresentato dalla sperimentazione costituita dal «Progetto ‘92», la cui impostazione è messa a regime con il D.M. 24 aprile 1992, quando l’istruzione professionale, triennale, comprende cinque settori: atipici, servizi, industria e artigianato, marittimo, delle arti ausiliare sanitarie e 27 qualifiche, di cui 7 relative ai settori atipici.
Con la riduzione o la sostituzione, per la loro obsolescenza, delle figure in uscita, il riordino del '92 prevede nel triennio 40 ore settimanali, pari a 1320 ore annuali, diversamente distribuite nel biennio iniziale, dove prevale l'area «di formazione umanistica e scientifica», considerata «imprescindibile per un corso di studi di ordine superiore» - di 726 ore - a fronte delle 462 dell’area di indirizzo; nell’ultimo anno, invece, il rapporto si inverte a favore delle discipline di indirizzo. Si prevede che i contenuti degli indirizzi siano via via modificati per «assicurare una costante congruenza con le esigenze del mondo produttivo». All’area comune e a quella di indirizzo si accosta un’«area di approfondimento», di 132 ore annue, destinata anche ad attività di recupero e sostegno agli studenti più deboli.
Si definiscono inoltre le modalità di conduzione dell’Esame di stato per il conseguimento del diploma triennale di Stato.

### Biennio postqualifica ordinamentale (1994)
Con il Decreto Ministeriale 15 aprile 1994 si istituisce il biennio post-qualifica degli istituti professionali di Stato, caratterizzato da un «curricolo integrato». Al biennio lo studente può iscriversi dopo il conseguimento del diploma triennale di Stato.
Nel biennio postqualifica gli studenti svolgono complessivamente da 1200 a 1350 ore annuali, delle quali 900 presso la sede scolastica (450 ore dell’area comune e 450 dell'area di indirizzo). A queste si aggiungono dalle 300 alle 450 ore dell'«area di professionalizzazione» o «terza area», progettate in collaborazione con le Regioni e realizzate con la formazione regionale: complessivamente, nel biennio, possono arrivare a 900 le ore dedicate alle discipline di indirizzo con l'aggiunta di quelle dell’area professionalizzante. Sono anche previsti corsi surrogatori, progettati e attuati direttamente con realtà lavorative. In riferimento alla «terza area» nel decreto si usa l'espressione «esperienze di alternanza scuola-lavoro». A conclusione del percorso lo studente sostiene l'esame di Stato, attraverso il quale ottiene il diploma di Stato, e un «attestato di professionalità»

### Riordino degli istituti professionali (2010)
Il riordino degli istituti professionali, chiamato «riforma Gelmini», è previsto nel 2008, con il decreto legge n. 112, convertito nella Legge 6 agosto 2008, n. 133, «recante disposizioni urgenti per lo sviluppo economico, la semplificazione, la competitività, la stabilizzazione della finanza pubblica e la perequazione tributaria», che prevede, tra l'altro, la «ridefinizione dei curricoli vigenti nei diversi ordini di scuola anche attraverso la razionalizzazione dei piani di studio e dei relativi quadri orari, con particolare riferimento agli istituti tecnici e professionali».
Nel contempo si ridefiniscono i rapporti con i percorsi di competenza regionale, dato il riconoscimento dei profili dell'IeFP per l'assolvimento del diritto dovere di istruzione e formazione. La Conferenza Stato-Regioni approva il Repertorio nazionale dell'offerta formativa di l'Istruzione e Formazione Professionale: 22 qualifiche (poi 23) per i percorsi triennali e 21 per i quadriennali, con gli standard formativi delle competenze tecnico–professionali e, per i percorsi triennali, le competenze comuni a tutte le figure. Gli Istituti Professionali, con un ruolo integrativo e complementare rispetto all’offerta esistente, individuate le classi di concorso dei docenti collegate alle qualifiche regionali, possono includere nella loro offerta formativa anche corsi di IeFP, in regime di sussidiarietà e in accordo con le Regioni.
Il D.P.R. 87/2010 rappresenta l'esito dell'applicazione di quanto stabilito nel 2008: le evidenze più vistose, sotto l'aspetto quantitativo, sono:
- l'unificazione del percorso in un quinquennio, articolato in due bienni e nel quinto anno, eliminando la tappa intermedia del diploma triennale;
- la diminuzione delle ore - da 6600 a 5280 nel quinquennio - riguardante soprattutto le discipline di indirizzo (nel quinquennio 2475, cui vanno aggiunte le 132 di alternanza scuola-lavoro, a fronte delle precedenti 2517, cui vanno aggiunte le 300-450 della «terza area"). Le proteste dei docenti dell'area di indirizzo per il taglio delle ore danno origine a un contenzioso[31], con l'annullamento, da parte del TAR del Lazio, della parte del regolamento relativa a tale diminuzione: da questo prende avvio lo studio che nel 2017 porta alla revisione dell'ordinamento;
- la riduzione dei settori e degli indirizzi da 5 settori a 2 macrosettori - servizi e industria-artigianato - e da 27 a 6 indirizzi: Servizi per l'agricoltura e lo sviluppo rurale, Servizi per la sanità e l’assistenza sociale, Servizi per l'enogastronomia e l'ospitalità alberghiera, Servizi commerciali, Manutenzione e assistenza tecnica, Produzioni industriali e artigianali.

All'interno delle complessive 1056 ore annuali, sono presenti in tutti gli indirizzi le discipline necessarie per la formazione culturale di base: lingua e letteratura italiana, lingua inglese, storia, matematica, diritto ed economia, scienze integrate (scienze della Terra e biologia), scienze motorie e sportive, religione cattolica o attività alternative. Come nelle precedenti impostazioni, a tali discipline dell'area generale sono dedicate più ore nel primo biennio - 660 a fronte delle 396 dell'area di indirizzo - rispetto ai tre anni successivi, quando prevalgono le ore dell'area di indirizzo - 561, a fronte delle 495 dell'area generale. Per ciascun indirizzo si fa riferimento all'autonomia organizzativa delle scuole per distribuire le ore adottando il crterio della flessibilità.
L'attenzione ai risultati di apprendimento, già riscontrabile nelle norme precedenti, con il riordino del 2010, anche in risposta alle sollecitazioni europee sulla trasparenza dei titoli di studio, viene formalizzata nella definizione dei risultati di apprendimento dei profili in uscita, redatti sia in relazione agli indirizzi, sia ai settori, come nell'esempio sotto riportato.

#### Settore servizi: esempio
| Area di istruzione generale: risultati di apprendimento degli insegnamenti comuni agli indirizzi del settore servizi |
| --- |
| A conclusione del percorso quinquennale, il Diplomato consegue i risultati di apprendimento descritti nei punti 2.1 e 2.2 dell’Allegato A), di seguito specificati in termini di competenze. - Valutare fatti ed orientare i propri comportamenti in base ad un sistema di valori coerenti con i principi della Costituzione e con le carte internazionali dei diritti umani. - Utilizzare il patrimonio lessicale ed espressivo della lingua italiana secondo le esigenze comunicative nei vari contesti: sociali, culturali, scientifici, economici, tecnologici. - Stabilire collegamenti tra le tradizioni culturali locali, nazionali ed internazionali, sia in una prospettiva interculturale sia ai fini della mobilità di studio e di lavoro. - Utilizzare gli strumenti culturali e metodologici per porsi con atteggiamento razionale, critico e responsabile di fronte alla realtà, ai suoi fenomeni, ai suoi problemi anche ai fini dell’apprendimento permanente. - Riconoscere gli aspetti geografici, ecologici, territoriali dell’ambiente naturale ed antropico, le connessioni con le strutture demografiche, economiche, sociali, culturali e le trasformazioni intervenute nel corso del tempo. - Riconoscere il valore e le potenzialità dei beni artistici e ambientali, per una loro corretta fruizione e valorizzazione. - Utilizzare e produrre strumenti di comunicazione visiva e multimediale, anche con riferimento alle strategie espressive e agli strumenti tecnici della comunicazione in rete. - Padroneggiare la lingua inglese e, ove prevista, un'altra lingua comunitaria per scopi comunicativi e utilizzare i linguaggi settoriali relativi ai percorsi di studio, per interagire in diversi ambiti e contesti professionali, al livello B2 quadro comune europeo di riferimento per le lingue (QCER). - Riconoscere gli aspetti comunicativi, culturali e relazionali dell’espressività corporea e l’importanza che riveste la pratica dell’attività motorio-sportiva per il benessere individuale e collettivo. - Utilizzare il linguaggio e i metodi propri della matematica per organizzare e valutare adeguatamente informazioni qualitative e quantitative. - Utilizzare le strategie del pensiero razionale negli aspetti dialettici e algoritmici per affrontare situazioni problematiche, elaborando opportune soluzioni. - Utilizzare i concetti e i modelli delle scienze sperimentali per investigare fenomeni sociali e naturali e per interpretare dati. - Utilizzare le reti e gli strumenti informatici nelle attività di studio, ricerca e approfondimento disciplinare. - Analizzare il valore, i limiti e i rischi delle varie soluzioni tecniche per la vita sociale e culturale con particolare attenzione alla sicurezza nei luoghi di vita e di lavoro, alla tutela della persona, dell’ambiente e del territorio. - Utilizzare i principali concetti relativi all'economia e all'organizzazione dei processi produttivi e dei servizi. - Correlare la conoscenza storica generale agli sviluppi delle scienze, delle tecnologie e delle tecniche negli specifici campi professionali di riferimento. - Applicare le metodologie e le tecniche della gestione per progetti. - Redigere relazioni tecniche e documentare le attività individuali e di gruppo relative a situazioni professionali. - Individuare e utilizzare gli strumenti di comunicazione e di team working più appropriati per intervenire nei contesti organizzativi e professionali di riferimento. |

## Iscrizioni
Nell'anno scolastico 2024/2025 gli iscritti sono stati il 12,72% con un aumento dello 0,6% rispetto all'anno scolastico 2023/2024, l'indirizzo con più iscritti è Enogastronomia e Ospitalità Alberghiera (4,02%) e escludendo Pesca Commerciale e Produzioni Ittiche che ha non ha avuto iscritti l'indirizzo con meno iscritti è Gestione delle Acque e Risanamento Ambientale (0,03%).